# Анфимовский монастырь
Анфимовский монастырь, или Анфимов монастырь (рум. Mănăstirea Antim) — православный мужской монастырь в Бухаресте, в Румынии.

## История
Монастырь был построен в период с 1713 по 1715 год святым Анфимом Иверским в бытность его митрополитом Унгро-Валахийским.
В 1941 году монастырь соучаствовал в мятеже легионеров и бухарестском погроме, когда 22 января 1941 года настоятелем иеромонахом Никодимом (Ионицэ) с братией была взорвана синагога, находившаяся на Анфимовской улице.
В период диктатуры Николае Чаушеску был запланирован снос монастырских строений, но благодаря инженеру Эуджениу Иордэкеску (Eugeniu Iordăchescu) удалось сохранить монастырский собор.
В 1960-е здания обители были восстановлены благодаря усилиям патриарха Румынского Юстиниана (Марины). На территории действует музей церковного искусства, где сохраняются также реликвии, связанные со святым Анфимом Иверским.